# Élections municipales de 2014 à Nancy
Pour un article plus général, voir Élections municipales de 2014 en Meurthe-et-Moselle.
Les élections municipales ont eu lieu les 23 et 30 mars 2014 à Nancy.

## Mode de scrutin
Le mode de scrutin à Nancy est celui des villes de plus de 1 000 habitants : la liste arrivée en tête obtient la moitié des 55 sièges du conseil municipal. Le reste est réparti à la proportionnelle entre toutes les listes ayant obtenu au moins 5 % des suffrages exprimés. Un deuxième tour est organisé si aucune liste n'atteint la majorité absolue et au moins 25 % des inscrits au premier tour. Seules les listes ayant obtenu aux moins 10 % des suffrages exprimés peuvent s'y présenter. Les listes ayant obtenu au moins 5 % des suffrages exprimés peuvent fusionner avec une liste présente au second tour.

## Résultats
- Maire sortant : André Rossinot (UDI)
- 55 sièges à pourvoir (population légale 2011 : 105 382 habitants)

| Tête de liste                                          | Tête de liste        | Liste           | Premier tour | Premier tour | Second tour | Second tour | Sièges |  |
| Tête de liste                                          | Tête de liste        | Liste           | Voix         | %            | Voix        | %           | Sièges |  |
| ------------------------------------------------------ | -------------------- | --------------- | ------------ | ------------ | ----------- | ----------- | ------ |  |
|                                                        | Laurent Hénart       | UMP-UDI-MoDem   | 11 744       | 40,47        | 15 418      | 52,91       | 42     |  |
| Aimer Nancy                                            |                      |                 | 11 744       | 40,47        | 15 418      | 52,91       | 42     |  |
|                                                        | Mathieu Klein        | PS-PCF-EELV-PRG | 10 377       | 35,76        | 13 721      | 47,09       | 13     |  |
| Une ville meilleure                                    |                      |                 | 10 377       | 35,76        | 13 721      | 47,09       | 13     |  |
|                                                        | Pierre Ducarne       | FN              | 2 007        | 6,92         |             |             |        |  |
| Rassemblement bleu Marine pour Nancy                   |                      |                 | 2 007        | 6,92         |             |             |        |  |
|                                                        | Frank-Olivier Potier | DVD             | 1 793        | 6,18         |             |             |        |  |
| Nancy2014.eu                                           |                      |                 | 1 793        | 6,18         |             |             |        |  |
|                                                        | Bora Yilmaz          | FG              | 1 580        | 5,44         |             |             |        |  |
| À Nancy, osons la gauche !                             |                      |                 | 1 580        | 5,44         |             |             |        |  |
|                                                        | Denis Gabet          | DVD             | 1 170        | 4,03         |             |             |        |  |
| Nancy ville humaine                                    |                      |                 | 1 170        | 4,03         |             |             |        |  |
|                                                        | Christiane Nimsgern  | LO              | 348          | 1,20         |             |             |        |  |
| Lutte ouvrière faire entendre le camp des travailleurs |                      |                 | 348          | 1,20         |             |             |        |  |
|                                                        |                      |                 |              |              |             |             |        |  |
| Inscrits                                               | Inscrits             | Inscrits        | 50 690       | 100,00       | 50 693      | 100,00      |        |  |
| Abstentions                                            | Abstentions          | Abstentions     | 21 023       | 41,47        | 20 532      | 40,50       |        |  |
| Votants                                                | Votants              | Votants         | 29 667       | 58,53        | 30 161      | 59,50       |        |  |
| Blancs et nuls                                         | Blancs et nuls       | Blancs et nuls  | 648          | 2,18         | 1 022       | 3,39        |        |  |
| Exprimés                                               | Exprimés             | Exprimés        | 29 019       | 97,82        | 29 139      | 96,61       |        |  |